# Škoda Roomster
Škoda Roomster — автомобиль класса LAV, выпускавшийся чешской компанией Škoda Auto (часть концерна Volkswagen AG) с 2006 по 2015 год. Помимо LAV, выпускалась грузовая версия, получившая название Škoda Praktik (похожие названия имели грузовые модели на базе Favorit, Fabia и Octavia). Модель стала относительно успешной в Европе, где было продано более 300 тысяч автомобилей, а вот в России модель пользовалась наименьшим спросом из всего представленного на тот момент модельного ряда. Как результат, было продано только 10 тысяч автомобилей. Мнения автомобильных изданий о модели сильно варьировались: из положительных атрибутов отмечались практичность и управляемость, а из минусов — странный дизайн и маломощные базовые двигатели.

## История

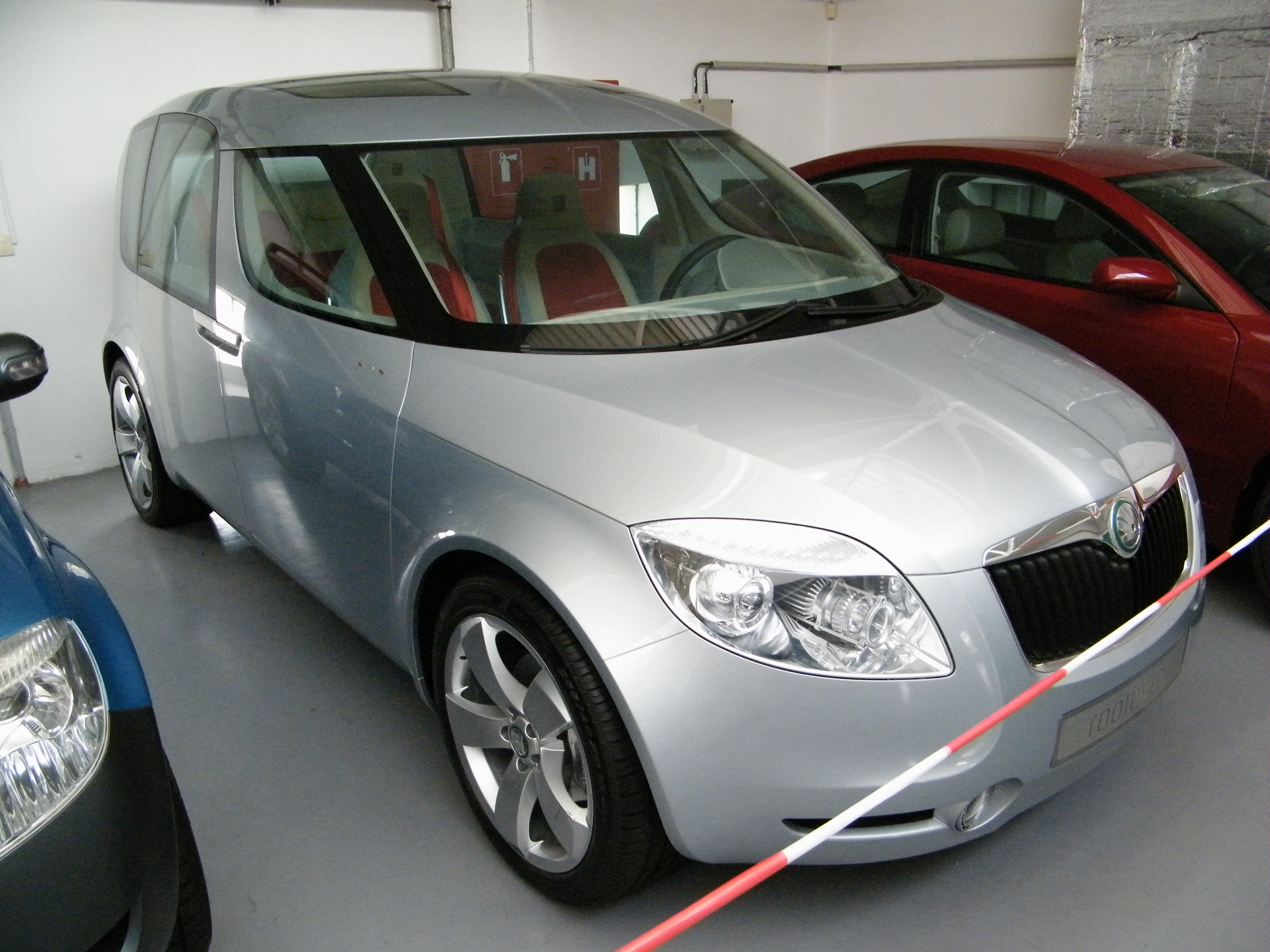
Концепт (2003)

Согласно журналу «Авторевю», автомобиль начинался с концепции «дом, поставленный на кабину самолёта». Дальнейшая работа над идеей привела к появлению концепт-кара со схожим названием, представленного в сентябре 2003 года на Франкфуртском автосалоне. Общие пропорции не отличались от будущей серийной модели, однако дверей было всего четыре — задняя дверь со стороны водителя отсутствовала, что повлияло на форму остекления. Единственная задняя дверь сдвижная. На крыше есть два продольных остеклённых участка. Заднее стекло большое и доходит до бампера, а на стойках расположены вертикальные задние фонари. Высказывались сомнения касательно того, может ли автомобиль пойти в серию. Так, издание «Авторевю» заявило, что из-за «текущих проблем с модельным рядом» (а именно — выхода Škoda Octavia второго поколения) выпуск модели очень маловероятен. После презентации модель также выставлялась на Московском автосалоне в августе 2004 года.
Серийный автомобиль был представлен через три года — на Женевском автосалоне в марте 2006 года. На старте продаж в Чехии базовая модель стоила 12 158 евро. Продажи в Европе начались летом 2006 года, а в России — в конце 2006 года. Фотографии фургона Praktik появились в октябре 2006 года, а продажи в Европе начались в начале июня 2007 года по цене от 11 880 евро. Была также выпущена версия Roomster Scout, стилизованная под кроссовер. Однако изменения были чисто косметические — пластиковые накладки на бамперах и дверях, заменённые 17-дюймовые диски, фирменные напольные коврики и чехлы для сидений. Привод остался передним, а клиренс не изменился.
В 2010 году модель, вместе с Škoda Fabia, получила небольшой рестайлинг. Изменения небольшие: новая решётка радиатора и фары. Также появился новый 1,2-литровый бензиновый двигатель с турбонаддувом. Поставки моделей Roomster Scout в Россию были прекращены из-за низких продаж. В мае 2010 года были представлены Roomster и Fabia Greenline II, получившие более экологичные двигатели: двигатель объёмом 1,2 литра теперь имеет расход топлива 4,19 л/100 км и выбросы CO2 109 г/км.
В июне 2015 года на дорогах был замечен закамуфлированный прототип Roomster второго поколения, предположительно создававшийся на базе Volkswagen Caddy. По некоторым данным, было изготовлено около 100 пробных экземпляров этой модели. Тем не менее, в декабре 2015 года Škoda заявила о сворачивании планов о выпуске второго поколения, в результате чего Roomster остался без преемника.

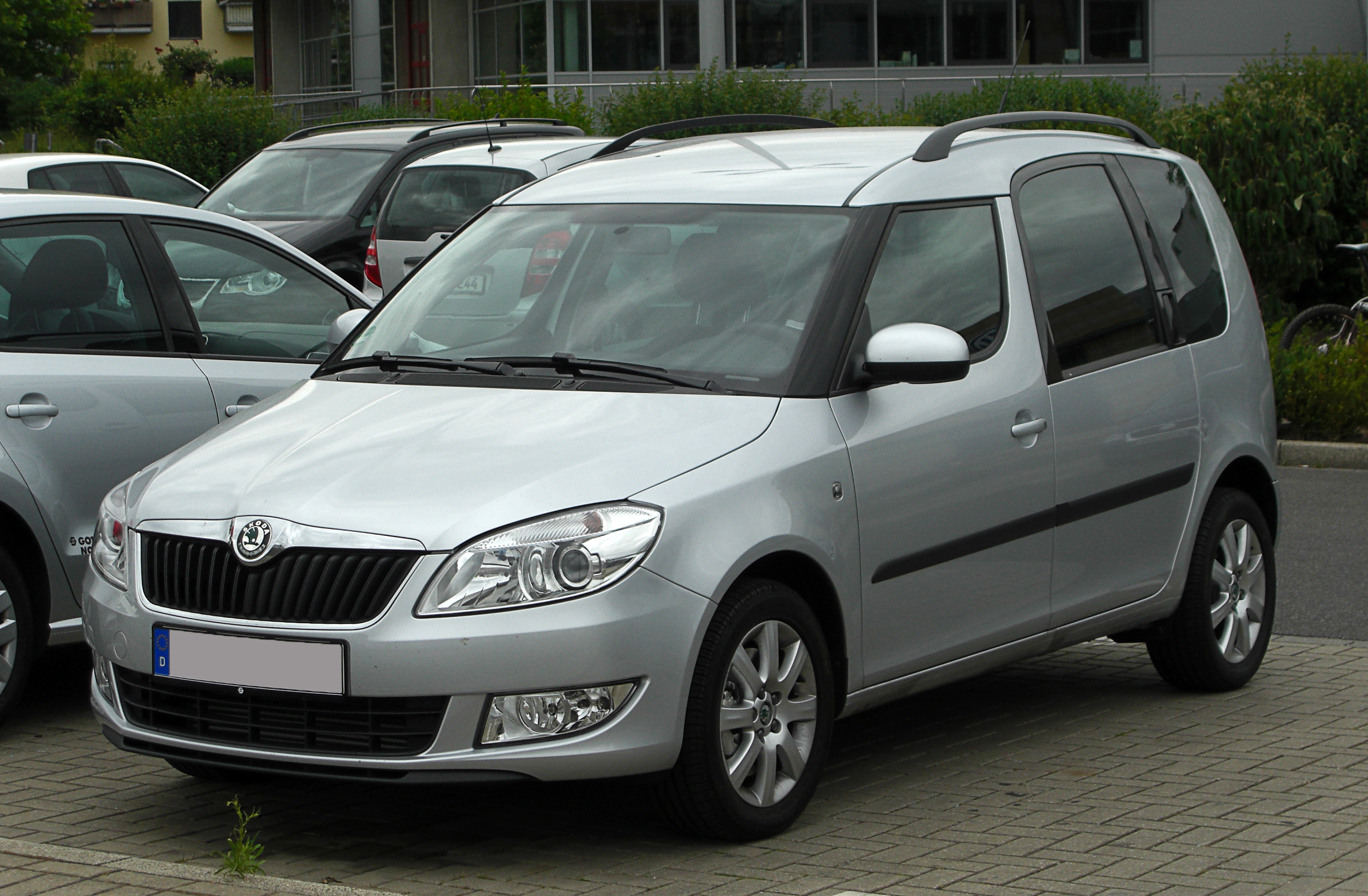
Рестайлинговая модель (2010—2015)
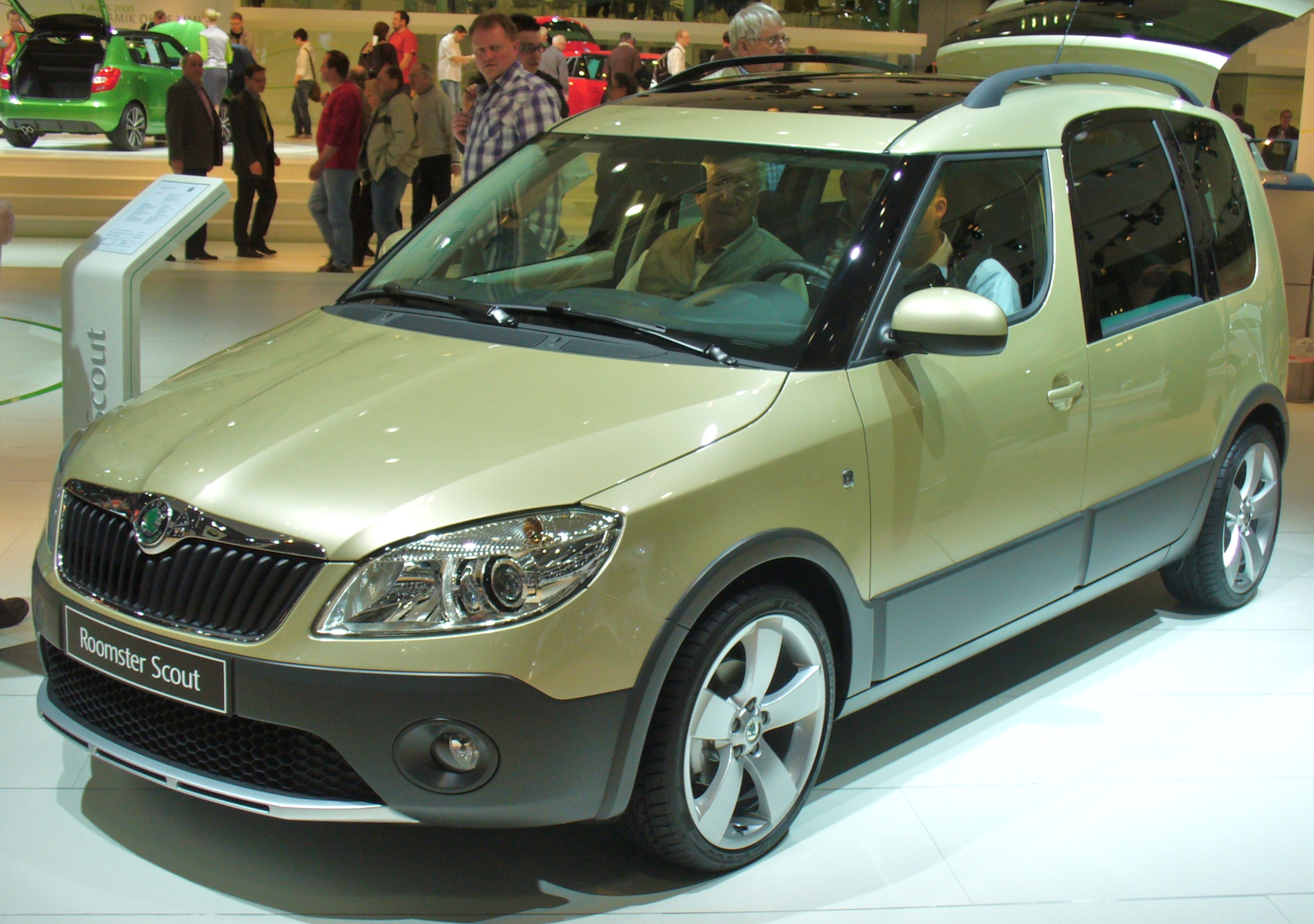
Roomster Scout
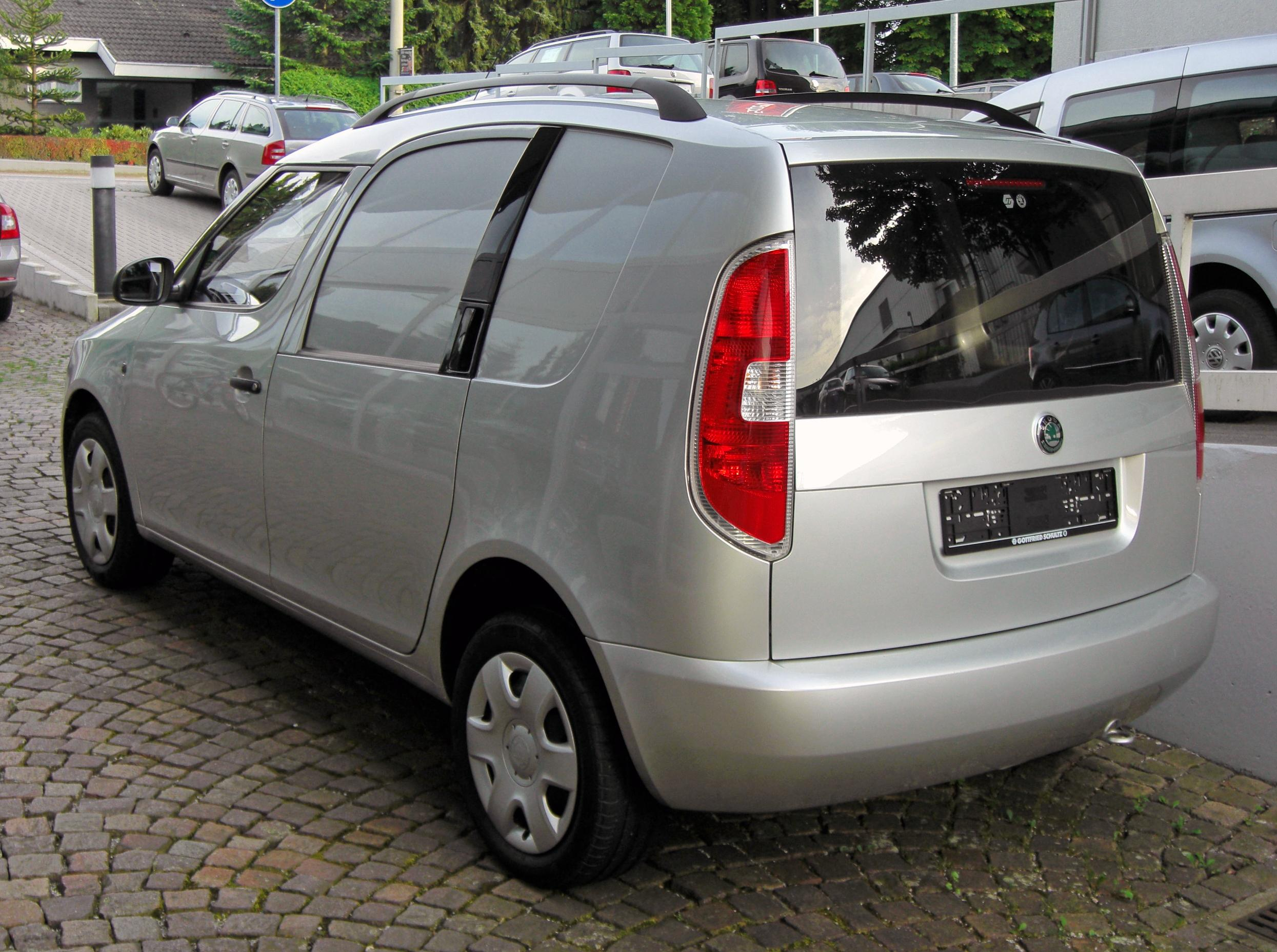
Фургон Praktik

## Дизайн и конструкция

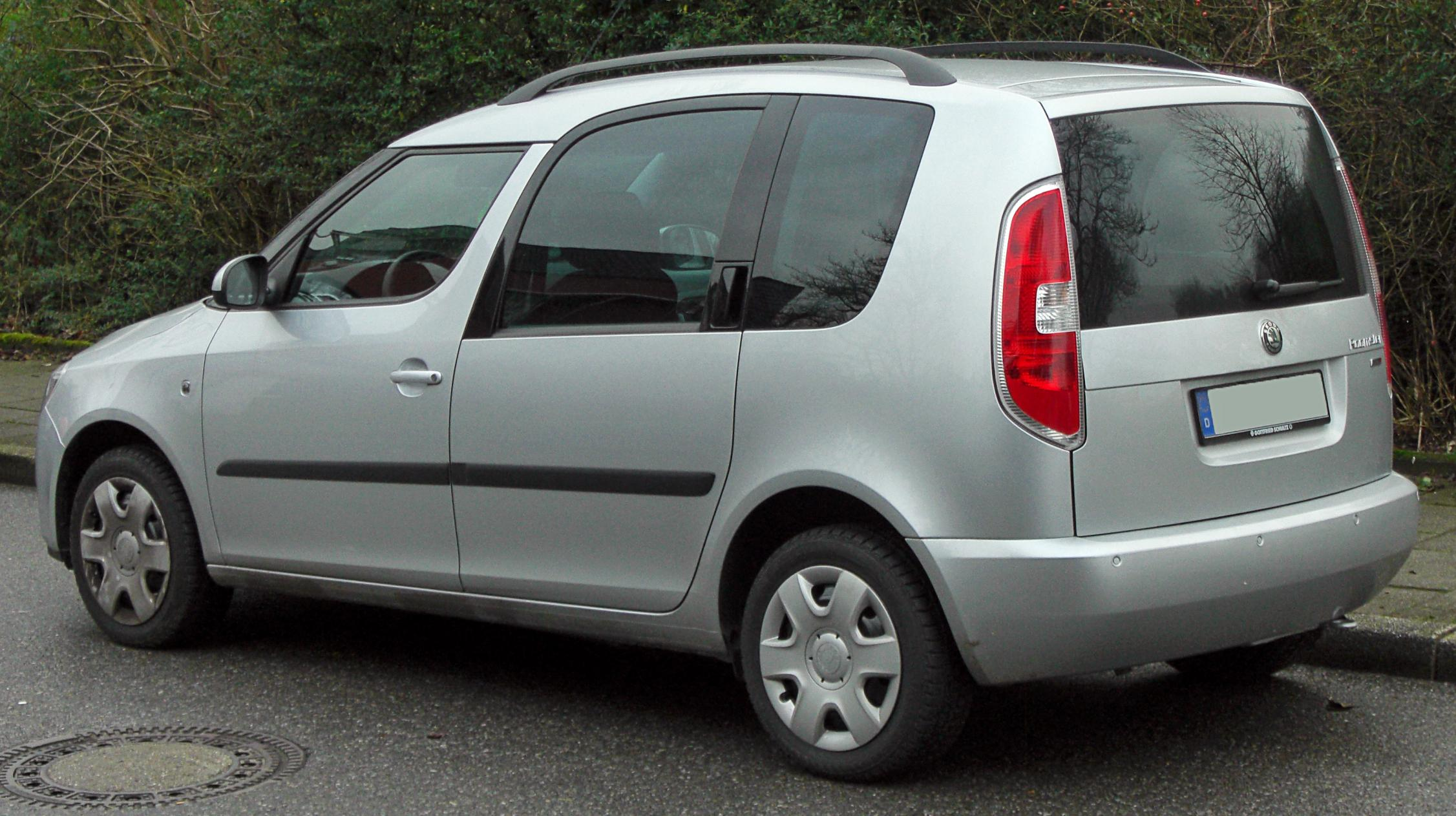
Вид сзади

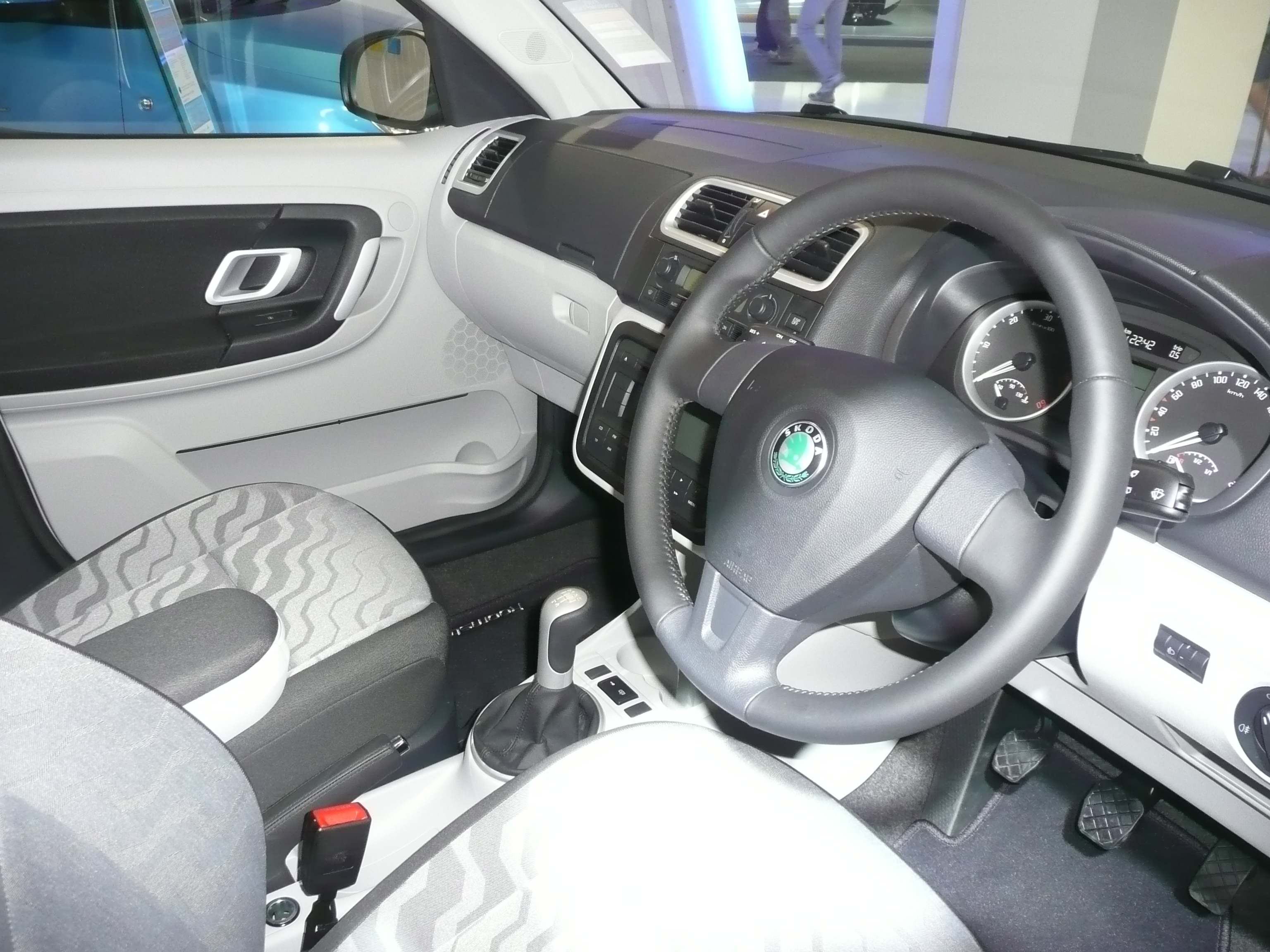
Интерьер

Автомобиль визуально разделён на две части — капот и передняя часть кузова образуют то, что в компании назвали «кабиной самолёта», а задняя часть кузова (от задних дверей до багажника) образует «дом», прикреплённый к «кабине». Это деление образовано благодаря различному остеклению передней и задней части боковин кузова и разной формой передних и задних дверей. Спереди автомобиль напоминает модель Fabia, с которой он частично унифицирован. Задние фонари, как и на концепте, вынесены на стойки кузова, а габаритные огни имеют форму буквы «С».
В салоне многие элементы унифицированы с моделью Octavia. Передняя панель двухцветная: сверху (до уровня рулевой колонки) чёрная, снизу белая. Руль — четырёхспицевый, скопирован с Octavia. Панель приборов также была позаимствована у Octavia, однако имеет иные указатели топлива и температуры. В автомобиле есть несколько ящиков для мелочей: двойной перчаточный ящик с охлаждением перед передним пассажиром, ящики под сиденьями и небольшая полочка под центральной консолью. Задний диван имеет название VarioFlex: его крайние места могут продольно сдвигаться на 150 мм, а наклон спинок меняется на 13,5 градусов. Среднюю секцию можно убрать вовсе и сделать задний диван четырёхместным, сдвинув боковые места на 110 мм к  центру. Багажник имеет минимальный объём 450 литров, при максимально сдвинутом заднем диване он увеличивается до 530 литров, а при сложенных сиденьях — до 1780 литров.
Что касается грузопассажирской модели Praktik, то он отличается от Roomster отсутствием задних сидений и задних окон (кроме багажного). Багажный отдел площадью 2 м² отделён от передних сидений решёткой.

### Технические характеристики
Когда автомобиль разрабатывался, встал вопрос о том, на базе какой модели его строить. Платформа Fabia не годилась из-за слишком маленьких размеров, а платформа Octavia — наоборот, из-за слишком больших. Строить новую платформу было бы слишком затратно. Поэтому модель построена на сдвоенном шасси: спереди — на базе Fabia, сзади — на базе Octavia. Привод — передний. Передняя подвеска — независимая, типа McPherson, задняя — полузависимая, пружинная. Передние тормоза — дисковые, вентилируемые, задние — барабанные. Коэффициент аэродинамического сопротивления (Cx) составляет 0,33.
Модель обладала достаточно широкой гаммой двигателей, причём как бензиновых, так и дизельных. Гамма бензиновых двигателей начинается с мотора объёмом 1,2 литра и мощностью всего лишь 64 л.с (этот двигатель стал объектом критики из-за своей малой мощности), за ним идёт более мощный двигатель объёмом 1,4-литра и мощностью 86 л.с, а самым мощным является мотор объёмом 1,6 литра и мощностью 105 л.с. Дизельных двигателей два: 1,4-литровый TDI мощностью 69 либо 80 л.с и 1,9-литровый TDI мощностью 105 л.с.

## Безопасность
Модель прошла краш-тест EuroNCAP в 2006 году. Согласно отчёту, модель оборудована преднатяжителями и ограничителями нагрузки передних ремней безопасности, фронтальными подушками безопасностями водителя и пассажира, боковыми подушками и шторками безопасности, а также креплениями для детских кресел Isofix на заднем ряду сидений. Во фронтальном ударе у автомобиля были повреждены кабели, подключенные к аккумулятору, что спровоцировало отключение электричества и несрабатывание преднатяжителей и подушек безопасности. После устранения проблем был проведён повторный тест. Кабели вновь повредились, но подушки и ремни сработали правильно. В боковом ударе автомобиль набрал максимальное число баллов за защиту, то же самое касается и защиты детей. Пешеходов автомобиль защищает средне — бампер хорошо защищает ноги, но капот оказался небезопасным для головы.

## Обзоры и оценки

### Roomster
Российское издание «Авторевю» в 2006 году проводило сравнительный тест Škoda Roomster и его более старших по возрасту конкурентов: Fiat Doblo и Peugeot Partner. Салон чешской модели оказался самым комфортным, а водительское кресло — самым удобным. Зеркала заднего вида по обзору уступают модели Partner, а багажник оказался самым маленьким (но при этом у него были выявлены самые высокие способности к трансформации). Разгоняется Roomster достаточно быстро (он был медленнее Partner из-за разной мощности двигателей), с торможением и управляемостью проблем выявлено не было. По итогам модель от Škoda набрала больше всего баллов — 845 (Peugeot — 805, а Fiat — 725). Интернет-издание «Колёса.ру» в целом охарактеризовала Roomster как «просторный, вместительный и комфортный автомобиль», из минусов отметив цену, задумчивость автоматической коробки передач и плохую шумоизоляцию моторного отсека.
Иностранные издания оценили автомобиль более прохладно: «Auto Express» поставило Roomster лишь 2 из 5, отметив из плюсов способности к трансформации, низкие затраты и хорошую управляемость, а из минусов — странный дизайн, скудное оформление интерьера и малую мощность базовых двигателей. Журнал «Car» оценил модель на 3 из 5: фактор удобства получил 5 из 5, управляемость — 3 из 5, а дизайн и производительность — 2 из 5. Издание «Top Gear» поставило оценку 5 из 10, отметив практичность и комфортную езду, но одновременно с этим — «разъединённый» дизайн и малую мощность базовых двигателей. Издание «Autocar» оценило модель теплее — на 4 из 5, из плюсов выделив практичность, дизайн интерьера и управляемость, а из минусов — цену, тяжёлые задние сидения и странный дизайн.

### Praktik
Тест-драйв модели в кузове фургон проводили корреспонденты немецкого подразделения издания «Motor1». Praktik получил итоговую оценку 8 из 10: главным минусом модели был отмечен высокий задний погрузочный порог, также были отмечены иногда грохочущая подвеска и слабоватый дизельный двигатель (тестировалась модель с 1,4-литровым мотором). В целом Praktik был охарактеризован как «доступный и компактный фургон, который может легко маневрировать в городских условиях».

## Отзывные кампании
Модель отзывалась всего дважды, и оба раза кампании были объединены с частично соплатформенной Fabia. Первый отзыв произошёл в июле 2007 года и был связан с возможностью неправильной активации боковой шторки безопасности. Отзыв затронул автомобили, выпущенные с 28 июня 2006 по 24 мая 2007 года. Второй отзыв произошёл в декабре 2014 года и связан с вероятностью утечки топлива. Он затронул автомобили, выпущенные с 1 апреля 2011 по 1 октября 2014 года.

## Продажи
В Европе модель имела успех — 311 тысяч проданных автомобилей. В России модель не снискала популярности — первые два года она была второй в антирейтинге продаж производителя (уступая по продажам только бизнес-седану Superb), с 2009 года став самой непопулярной моделью Škoda в России. За 10 лет продаж было реализовано около 10 тысяч автомобилей. Основной причиной неудачи называлась завышенная цена модели.
| Страна | Календарный год | Календарный год | Календарный год | Календарный год | Календарный год | Календарный год | Календарный год | Календарный год | Календарный год | Календарный год | Календарный год | Итого   |
| Страна | 2006            | 2007            | 2008            | 2009            | 2010            | 2011            | 2012            | 2013            | 2014            | 2015            | 2016            | Итого   |
| ------ | --------------- | --------------- | --------------- | --------------- | --------------- | --------------- | --------------- | --------------- | --------------- | --------------- | --------------- | ------- |
| Европа | 13 575          | 56 253          | 43 595          | 41 932          | 26 224          | 30 131          | 31 477          | 27 090          | 26 018          | 14 951          | 89              | 311 335 |
| Россия | 5               | 1120            | 1706            | 742             | 805             | 1255            | 1851            | 1380            | 985             | 199             | 10              | 10 058  |

Škoda прекратила выпуск Roomster в апреле 2015 года. За девять лет компания произвела большинство автомобилей на автозаводе в Квасинах, всего свет увидели 371 000 компактных минивэнов.